# Теодор Спандунис
Теодор Спандунис (на гръцки: Θεόδωρος Σπανδουγίνος; на италиански: Teodoro Spandugino) е византийски историк и аристократ, член на фамилията Кантакузини.
Теодор Спандунис е син на Матей Спандунис и Евдокия Кантакузина, дъщеря на Теодор Кантакузин.. Самият Теодор Кантакузин е син на Георги Палеолог Кантакузин и внук на Димитър I Кантакузин, които съответно са дядо и прадядо на Теодор Спандунис.
При покоряването на Византия от османците родителите на Теодор бягат във Венеция. Баща му Матей Спандунис постъпва на служба при венецианците и за заслугите и способностите си през 1454 г. е приет в съвета на император Фридрих III. Освен това той получава и земя около село Лидорики (днес във Фокида, централна Гърция), което по-скоро е почетен дар, предвид факта, че в действителност тази територия е под контрола на османците, но вероятно може да се разглежда като място, от което произлиза семейството. Но Спандунис както и останалите Кантакузини твърдят, че прозходът им е от Константинопол и че някои от тях са се заселили във Венеция още през 1370-те години.
Майката на Теодор, Евдокия Кантакузина, умира преди 1490 г. и бащата Матей изпраща Теодор в бившите сръбски земи при Мара Бранкович, негова роднина по линия на леля му Ирина Кантакузина. Мара Бранкович, изпратена в харема на султан Мурад II, след като остава вдовица през 1451 г. се връща в бившите сръбски земи, където ѝ е подарен вакъф. В тази среда като юноша Теодор научава донякъде турски, изучава османската история, някои обичаи, освен това често посещава Константинопол.
По-късно в Италия той е съветник на няколко папи, започвайки от папа Лъв X, и многократно призовава за кръстоносен поход срещу Османската империя. На италиански език той написва и издава през 1509 г. история на османската държава и корените ѝ, която скоро след това е преведена и на френски. Спандунис продължава да работи върху книгата и през 1538 г. се появява нейното окончателно допълнено и разширено издание.